# Ptereleotris uroditaenia
Ptereleotris uroditaenia är en fiskart som beskrevs av Randall och Hoese, 1985. Ptereleotris uroditaenia ingår i släktet Ptereleotris och familjen Ptereleotridae. Inga underarter finns listade i Catalogue of Life.